# Against All Odds (Take a Look at Me Now)
Against All Odds (Take a Look at Me Now) ist ein Lied von Phil Collins aus dem Jahr 1984. Es stammt aus dem Soundtrack zu dem Film Gegen jede Chance, der ersten Soundtrackarbeit von Phil Collins.

## Geschichte
Ursprünglich hieß das Lied How Can You Just Sit There? und entstammte den Aufnahmen für das Phil-Collins-Album Face Value. Produziert wurde das Lied von Arif Mardin, Rob Mounsey spielte das Klavier und den Keyboardbass, Collins sang und spielte das Schlagzeug.
1985 sagte Collins in einem Interview mit Dan Neer: „Wir nahmen das Lied in zwei Tagen auf: einer in New York und der andere in Los Angeles. Abgemischt wurde per Telefon, und der Song erreichte Platz eins. Ich konnte es gar nicht glauben.“
Against All Odds erreichte Platz zwei in Großbritannien und Platz 1 in den US-Charts. Der Song war damit Collins’ dritte Top-Ten-Single und hielt sich vom 15. April bis zum 5. Mai 1984 drei Wochen lang auf Platz eins der Billboard-Charts. Er löste Footloose von Kenny Loggins ab und wurde seinerseits durch Hello von Lionel Richie ersetzt.
Against All Odds (Take a Look at Me Now) gewann bei den Grammy Awards in der Kategorie Beste männliche Gesangsdarbietung im Jahr 1985 und wurde für die Oscarverleihung 1985 in der Kategorie Bester Song nominiert. Collins war der einzige Nominierte der Kategorie, der nicht eingeladen wurde, sein Lied auf der Bühne zu singen. Stattdessen musste er im Publikum sitzen und zusehen, wie Ann Reinking den Song sang. Das Stück verlor letztlich gegen I Just Called to Say I Love You von Stevie Wonder.
Als mit Separate Lives 1986 ein weiteres Lied von Collins zu einem Film (hier zu White Nights) für einen Oscar nominiert wurde, sagte Collins mit Bezug auf seine Brüskierung durch die Oscarveranstalter bei Against All Odds scherzhaft: „Zur Hölle mit ihm, ich gehe mit rauf“, sollte der von Stephen Bishop geschriebene Song gewinnen.
Das Lied erschien auch auf dem Album ...Hits von 1998 und ist ebenfalls auf der Zusammenstellung Love Songs: A Compilation... Old and New aus dem Jahr 2004 enthalten.

## Liedtext
Der Protagonist fleht seine Exgeliebte an, sich zu versöhnen, wohl wissend, dass die Versöhnung nahezu keine Chance hat.

## Musikvideo
Die Regie des Musikvideos führte Taylor Hackford, der auch Regie zu dem Musikvideo zu Separate Lives geführt hatte. Der Produzent des Musikvideos war Jeffrey Abelson. Im Video sieht man, wie Phil Collins das Lied singt und dabei mit dem Rücken zu einer Wand aus Regenwasser steht, die in wechselnden Farben beleuchtet wird. Des Weiteren sieht man die drei Hauptcharaktere des Films Gegen jede Chance, die um ein Dreieck aus Neonröhren angeordnet sind (um das Thema des Films, eine Dreiecksbeziehung, zu verdeutlichen), sowie einige Filmszenen.
Das Konzept des Musikvideos stammt von Keith Williams, der auch bei den Musikvideos zu Dancing with Myself (von Billy Idol), Holding Out for a Hero (von Bonnie Tyler) und Ghostbusters (von Ray Parker, Jr.) mitwirkte.

## Liveaufnahme
Eine Liveversion des Liedes erschien auf dem Album Seriously Hits... Live!, diese wurde als B-Seite bei der Veröffentlichung des Liedes Do You Remember? verwendet.

## Kommerzieller Erfolg

### Chartplatzierungen
| ChartsChartplatzierungen       | Höchstplatzierung | Wochen/ Monate |
| ------------------------------ | ----------------- | -------------- |
| Deutschland (GfK)              | 9 (16 Wo.)        | 16 Wo.         |
| Österreich (Ö3)                | 13 (1,5 Mt.)      | 1,5 Mt.        |
| Schweiz (IFPI)                 | 4 (14 Wo.)        | 14 Wo.         |
| Vereinigte Staaten (Billboard) | 1 (24 Wo.)        | 24 Wo.         |
| Vereinigtes Königreich (OCC)   | 2 (18 Wo.)        | 18 Wo.         |

| ChartsJahrescharts (1984)      | Platzierung |
| ------------------------------ | ----------- |
| Deutschland (GfK)              | 67          |
| Schweiz (IFPI)                 | 24          |
| Vereinigte Staaten (Billboard) | 5           |
| Vereinigtes Königreich (OCC)   | 19          |

### Auszeichnungen für Musikverkäufe
| Land/Region                  | Auszeichnungen für Musikverkäufe (Land/Region, Auszeichnung, Verkäufe) | Verkäufe  |
| ---------------------------- | ---------------------------------------------------------------------- | --------- |
| Dänemark (IFPI)              | Gold                                                                   | 45.000    |
| Frankreich (SNEP)            | Gold                                                                   | 100.000   |
| Italien (FIMI)               | Gold                                                                   | 35.000    |
| Neuseeland (RMNZ)            | Platin                                                                 | 30.000    |
| Polen (ZPAV)                 | Gold                                                                   | 25.000    |
| Spanien (Promusicae)         | Gold                                                                   | 30.000    |
| Vereinigte Staaten (RIAA)    | Gold                                                                   | 500.000   |
| Vereinigtes Königreich (BPI) | Gold (Physisch) · + Platin (Digital)                                   | 1.100.000 |
| Insgesamt                    | 7× Gold · 2× Platin ·                                                  | 2.365.000 |

Hauptartikel: Phil Collins/Auszeichnungen für Musikverkäufe

## Coverversionen
Mariah Carey schaffte es im Jahr 2000 mit einer Coverversion, die zusammen mit der irischen Band Westlife aufgenommen wurde, an die Spitze der Charts in England. In vielen anderen Ländern wurde die Albumversion von Mariah Carey als Single ausgekoppelt. Mariah Carey erreichte auch in Deutschland die Top 30 sowie die Top 20 in Frankreich. In den US Charts konnte sie sich mit dem Song nicht in den Charts platzieren.
- 1986: The Shadows
- 1987: José Feliciano feat. Vienna Symphony Orchestra
- 1988: V.S.O.P.
- 1997: Dune feat. The London Session Orchestra
- 2000: Mariah Carey feat. Westlife
- 2001: Montell Jordan
- 2002: Dana Winner
- 2002: Ute Freudenberg (Papa)
- 2003: Bonnie Tyler
- 2004: The Postal Service
- 2004: Steve Brookstein
- 2004: Richard Sanderson
- 2006: Kira
- 2008: Barry Manilow